# 斯馬特山球場
斯馬特山球場（英語：Mount Smart Stadium），現時因贊助原因被稱為Go Media球場，一座位於新西蘭奧克蘭的多用途體育場，是國家橄欖球聯賽球隊新西蘭勇士隊（National Rugby League）和澳大利亞職業足球聯賽球隊奧克蘭足球會的主場，並偶爾舉辦橄欖球和國際橄欖球聯賽比賽。該體育場建於拉羅通加/斯馬特山（Rarotonga / Mount Smart）火山圓錐的採石遺跡內，位於市中心以南10公里的彭羅斯區。

## 歷史
1953年，市政府批准興建體育場計劃並於1967年正式啟用。1978年舉辦新西蘭世界系列板球巡迴賽的3場比賽。該體育場在1980年代初期舉辦包括非常成功的泛美系列賽（Pan Am series）在內的田徑賽事。
在1988年大不列顛獅子隊（Great Britain Lions）巡迴賽中，奧克蘭橄欖球聯盟隊在斯馬特山球場以30–14擊敗獅子隊，觀眾人數為8,000人。1989年7月23日舉辦首場橄欖球國際賽，當時新西蘭和澳洲進行巡迴賽的第三場測試賽。在15,000名球迷面前，澳洲以22–14擊敗新西蘭，完成3–0的系列賽勝利。
球場被選為1990年英聯邦運動會的田徑場地以及開幕和閉幕典禮的舉辦地。它亦是新西蘭男子國家足球隊為1982年國際足總世界杯進行所有主場資格賽的地方，最終新西蘭首次獲得參加國際足總世界杯資格。
愛黛兒在這個體育場創下45,000名觀眾的出席紀錄。
斯馬特山球場現在由奧克蘭市議會擁有，並由奧克蘭體育場管理。在1980年代末和1990年代初，球場看台屋頂後面曾用於蹦極跳。1989年在體育場舉行的第一場橄欖球聯盟測試賽後，澳大利亞隊長沃利·路易斯（Wally Lewis）和隊友彼得·傑克遜（Peter Jackson）都「跳了下去」。球場還於2019年9月22日舉辦首場NRL女子總冠軍賽，新西蘭勇士隊對陣聖喬治-伊拉瓦拉龍隊，龍隊以26-6贏得了這場比賽 龍隊以26比6贏得了這場比賽。。

## 外部連結
- Go Media Stadium官方網站
- 斯馬特山球場 at Austadiums